# Adriana Bobi
Pour les articles homonymes, voir Bobi.
Adriana Bobi est une joueuse roumaine de volley-ball née le 11 février 1988. Elle mesure 1,84 m et joue au poste de centrale.

## Clubs
| Club                 | De        | À         |
| -------------------- | --------- | --------- |
| CSS Buzău            | 2002-2003 | 2004-2005 |
| CSU Galați           | 2005-2006 | 2006-2007 |
| Tomis Constanța      | 2007-2008 | 2010-2011 |
| Hainaut Volley       | 2011-2012 | 2011-2012 |
| SCM Craiova          | 2012-2013 | 2012-2013 |
| Stod Volley          | 2013-2014 | 2014-2015 |
| CS Volei Alba-Blaj   | 2015-2016 | 2015-2016 |
| VC Unic Piatra Neamț | 2016-2017 | …         |

## Palmarès
- Championnat de Roumanie
  - Vainqueur : 2011, 2016.
  - Finaliste : 2009, 2010.
- Coupe de Roumanie
  - Vainqueur : 2011.
  - Finaliste : 2010.
- Championnat de Norvège
  - Vainqueur : 2014, 2015.